# Bucksport (hrabstwo Hancock)
Bucksport – jednostka osadnicza w Stanach Zjednoczonych, w stanie Maine, w hrabstwie Hancock.